# 箕面市立止々呂美小学校・中学校
箕面市立止々呂美小学校・中学校（みのおしりつ とどろみ しょうがっこう・ちゅうがっこう）は、大阪府箕面市の北部に位置する公立小中一貫校。愛称は「とどろみの森学園」（とどろみのもりがくえん）。

## 概要
箕面市北部の山間部、およびニュータウンの箕面森町を校区とする学校である。箕面市立止々呂美小学校および箕面市立止々呂美中学校について、2008年に箕面森町に校舎を移転し、施設一体型の小中一貫校に改編した。同校は大阪府の公立学校で初めての施設一体型小中一貫校でもある。
小中一貫教育を実施する。9年間を前期（1学年-4学年＝小学校1-4年に相当）、中期（5学年-7学年＝小学校5-6年と中学校1年に相当）、後期（8学年-9学年＝中学2-3年に相当）の3期に区分する。また特認校制度を導入し、箕面市内在住の児童・生徒のうち、一定の条件を満たす希望者は校区外から入学できる。
箕面市立止々呂美小学校・中学校は1974年から、箕面市下止々呂美962番地の同一敷地内で校舎を共有していた。同校は立地条件を生かして小中一貫教育の研究を進めていた。中学校教員が担当教科の専門性を生かして小学校で授業を実施することや、各教科での小中一貫の教材編成、学校行事など教科外活動の合同実施、学校事務の共通化などを試行していた。

## 沿革
- 1875年4月25日 - 第十大区第一小区第六番小学校が開校。
- 1880年6月27日 - 止々呂美小学校に改称。
- 1885年7月8日 - 豊能郡公立細川小学校止々呂美分校に改称。
- 1886年4月1日 - 豊能郡公立止々呂美小学校に改称。
- 1887年4月1日 - 豊能郡止々呂美尋常小学校に改称。
- 1919年 - 豊能郡止々呂美尋常高等小学校に改称。
- 1941年4月1日 - 国民学校令により、豊能郡止々呂美国民学校に改称。
- 1947年4月1日 - 学制改革により、小学校を止々呂美村立止々呂美小学校に改称。
- 1947年4月1日 - 学制改革により、止々呂美村立止々呂美中学校が創立。
- 1948年8月1日 - 止々呂美村の箕面町への編入に伴い、箕面町立止々呂美小学校・箕面町立止々呂美中学校にそれぞれ改称。
- 1956年12月1日 - 箕面町が市制施行で箕面市になったことに伴い、箕面市立止々呂美小学校・箕面市立止々呂美中学校にそれぞれ改称。
- 1974年4月7日 - 箕面市立止々呂美小学校・中学校の併設校舎を、箕面市下止々呂美962番地に新築。
- 2004年4月1日 - 大阪府教育委員会より、小中一貫教育推進事業実施校に指定される。
- 2008年4月 - 箕面森町に移転し、施設一体型の小中一貫校へと改編。

## 通学区域
- 箕面市 上止々呂美、下止々呂美、森町北、森町中、森町南。（小学校・中学校共通）

※特認校として、箕面市の他地域在住の児童・生徒のうち、一定の条件を満たす児童・生徒の入学・転入学も認められる。

## 交通
- 北大阪急行・大阪モノレール 箕面萱野駅から、阪急バス箕面森町線「とどろみの森学園前」バス停下車すぐ。
- 能勢電鉄妙見線 ときわ台駅 南東へ約3.5km。
- 阪急宝塚線 池田駅から、阪急バス東能勢線「中止々呂美」バス停下車 北西へ約500m。